# Francisco Di Franco
Francisco de Sousa Neto, mais conhecido como Francisco di Franco (São Paulo, 7 de maio de 1938 — São Bernardo do Campo, 10 de abril de 2001) foi um modelo, encenador e ator brasileiro de cinema e televisão.
Iniciou a carreira na década de 1950, atuando em circos, até começar a se destacar nos mais variados filmes do cinema nacional, sobretudo em pornochanchadas. Na televisão, atuou em diversas produções da TV Tupi, entre elas como o protagonista-título da telessérie Jerônimo, o Herói do Sertão (1972–73), papel que o tornou muito popular, sobretudo entre as crianças. Em 1984, Di Franco reviveu o personagem na telenovela homônima, desta vez numa nova versão produzida pelo SBT.
Ao final da década de 1980, com cada vez menos convites para atuar, Di Franco foi apresentador, diretor de produção e show-man em clubes e circos do interior paulista. Em seus últimos anos de vida, trabalhou como servidor público do município de São Bernardo do Campo.

## Biografia e carreira
Di Franco vinha de uma família tradicional, o que lhe possibilitou estudar em bons colégios. Sua carreira teve início em 1954, com figurações em circos e em programas humorísticos da TV Record. Cinco anos depois, enquanto trabalhava como mecânico, foi descoberto por Mazzaropi que notou o talento do rapaz e o convidou para um papel no filme Jeca Tatu (1959). Depois vieram outros filmes, como O Lamparina (1963), Um Certo Capitão Rodrigo (1970) (no papel-título, dirigido por Anselmo Duarte), Um Anjo Mau (1971), Noiva da Noite (1974), O Trapalhão nas Minas do Rei Salomão (1977), Iracema, a Virgem dos Lábios de Mel (1979) e Filho Adotivo (1984). Devido a seu status de galã, Di Franco atuou em diversas pornochanchadas.
Atuou em publicidade, fazendo mais de 150 comerciais de televisão, no Brasil e no exterior.
Sua estreia em telenovelas se deu em 1971, em Bandeira 2, porém a consagração perante o público viria no ano seguinte, ao protagonizar Jerônimo, o Herói do Sertão, na TV Tupi São Paulo, época em que foi eleito o "homem mais bonito do Brasil". Ainda na Tupi, faria A Viagem (1975), Ovelha Negra (1975) e Jorge, um Brasileiro (1978). Em 1984, chegou a reviver o personagem Jerônimo na telenovela homônima exibida pelo SBT, porém sem o mesmo sucesso de outrora. Na mesma emissora, também foi apresentador de programas como Novos Talentos e Musicamp.
No final da década de 1980, com cada vez menos convites para atuar, tornou-se diretor de produção, trabalhando em uma dezena de filmes, e show-man em clubes e circos no interior de São Paulo. Voltou ao cinema em 1998, em Hans Staden, num pequeno papel.
Di Franco passou seus últimos anos de vida trabalhando como servidor público na prefeitura de São Bernardo do Campo. Morreu em São Paulo anos depois, de câncer nos pulmões.

## Filmografia

### Cinema
| Ano  | Filme                                        | Personagem           |
| ---- | -------------------------------------------- | -------------------- |
| 2001 | Amor Imortal                                 | —                    |
| 1999 | Hans Staden                                  | Diogo                |
| 1999 | Até que a Vida Nos Separe                    | Barman               |
| 1984 | Anúncio de Jornal                            | Pita                 |
| 1984 | Sexo, Sexo, Sexo                             | —                    |
| 1984 | O Filho Adotivo                              | Neno                 |
| 1983 | A Difícil Viagem                             | —                    |
| 1982 | Tessa, a Gata                                | Salvador             |
| 1981 | Sexo e as Pipas                              | —                    |
| 1980 | Boneca Cobiçada                              | —                    |
| 1979 | Iracema, a Virgem dos Lábios de Mel          | Índio Poti           |
| 1979 | Os Trombadinhas                              | Renato               |
| 1979 | Os Pankekas e o Calhambeque de Ouro          | Detetive             |
| 1979 | Mulheres do Cais                             | —                    |
| 1979 | As Borboletas Também Amam                    | Amante de Matilde    |
| 1979 | Os Três Boiadeiros                           | —                    |
| 1979 | Paixão de Sertanejo                          | Arnaldo              |
| 1978 | A Força do Sexo                              | —                    |
| 1978 | As Aventuras de Robinson Crusoé              | Capitão              |
| 1977 | O Trapalhão nas Minas do Rei Salomão         | Alberto              |
| 1974 | A Noiva da Noite                             | Danilo               |
| 1974 | O Super Manso                                | Plínio               |
| 1974 | O Marginal                                   | Jorginho             |
| 1974 | A Última Bala                                | Lucas                |
| 1973 | Como Evitar o Desquite                       | Amante Misterioso    |
| 1972 | Independência ou Morte                       | Plácido              |
| 1972 | Um Marido sem... É Como um Jardim sem Flores | Ricardo              |
| 1971 | Cordélia, Cordélia                           | Leônidas'            |
| 1971 | Quando as Mulheres Paqueram                  | —                    |
| 1971 | Uma Verdadeira História de Amor              | Paulo                |
| 1971 | Um Anjo Mau                                  | Lucas                |
| 1971 | Os Devassos                                  | Professor            |
| 1971 | Pantanal de Sangue                           | José Neves           |
| 1971 | Um Certo Capitão Rodrigo                     | Rodrigo Cambará      |
| 1970 | O Pornógrafo                                 | Fábio                |
| 1970 | Balada dos Infiéis                           | Fernando Cavalcanti  |
| 1970 | Sertão em Festa                              | Chico                |
| 1970 | Juliana do Amor Perdido                      | Faísca               |
| 1969 | O Cangaceiro sem Deus                        | Zico                 |
| 1969 | Sentinelas do Espaço                         | —                    |
| 1969 | Meu Nome É Lampião                           | —                    |
| 1968 | O Quarto                                     | Colega jovem         |
| 1966 | As Cariocas                                  | José Luís            |
| 1966 | O Corpo Ardente                              | Marido de Glória     |
| 1964 | O Lamparina                                  | Filho de Bernardino  |
| 1961 | Tristeza do Jeca                             | Pretendente de Maria |
| 1959 | Jeca Tatu                                    | Marcos               |

### Televisão
| Ano     | Título                              | Personagem          | Notas                            |
| ------- | ----------------------------------- | ------------------- | -------------------------------- |
| 1989    | A Praça é Nossa                     |                     |                                  |
| 1987    | Musicamp                            | Apresentador        |                                  |
| 1984    | Novos Talentos                      | Apresentador        |                                  |
| 1984    | Jerônimo                            | Jerônimo            |                                  |
| 1979    | Carga Pesada                        | Policial Rodoviário | Episódio: "Operação Limpeza"     |
| 1978    | Caso Especial                       | —                   | Episódio: "Jorge, um Brasileiro" |
| 1977    | Os Trapalhões                       | Jerônimo            |                                  |
| 1975    | A Viagem                            | Mauro Rezende       |                                  |
| 1975    | Ovelha Negra                        | Chapéu              |                                  |
| 1972    | Jerônimo, o Herói do Sertão         | Jerônimo            |                                  |
| 1971-72 | Clipe de Fim de Ano (Um Novo Tempo) | Ele Mesmo           |                                  |
| 1971    | Bandeira 2                          | Galileu             |                                  |